# Іоново (Ветлузький район)
Іоново (рос. Ионово) — присілок в Ветлузькому районі Нижньогородської області Російської Федерації.
Населення становить 21 особу. Входить до складу муніципального утворення Мошкинська сільрада.

## Історія
Від 2009 року входить до складу муніципального утворення Мошкинська сільрада.

## Населення
| 1897 | 1907 | 1916 | 1999 | 2002 | 2010 |
| ---- | ---- | ---- | ---- | ---- | ---- |
| 233  | ↗243 | ↘242 | ↘51  | ↘39  | ↘21  |